# Éditions Phaidon
 (mars 2020).
Si vous disposez d'ouvrages ou d'articles de référence ou si vous connaissez des sites web de qualité traitant du thème abordé ici, merci de compléter l'article en donnant les références utiles à sa vérifiabilité et en les liant à la section « Notes et références ».
Phaidon est une maison d'édition indépendante, fondée à Vienne en 1923 par Bela Horowitz et Ludwig Goldscheider ; elle est aujourd'hui basée à Londres et spécialisée dans la publication de livres d'art.

## Origine du nom
Le nom Phaidon vient d’un texte de Platon, le Phédon en français, Phaidon en grec ancien : le signe de la maison d’édition est un phi majuscule (Φ).
Le Phédon est un traité philosophique qui met en scène les derniers instants de Socrate, condamné à boire la ciguë par le tribunal d’Athènes. Ses amis le supplient et mettent tout en œuvre pour le faire évader, mais il refuse. Il leur fait une dernière leçon de philosophie : la mort n’est que la séparation d’un corps mortel et d’une âme immortelle. L’âme part dans le domaine des Idées et du Beau. Horowitz a conçu sa maison d’édition selon ce précepte.

## Historique
La volonté première des éditions Phaidon est de mettre la culture à portée de tous. Horowitz commence en publiant des rééditions d’ouvrages classiques, puis il se tourne vers le livre d’art, dans une véritable démarche de démocratisation de l’art. En 1934, il commence ses publications avec un peintre méconnu alors : Van Gogh. Le succès est immédiat. Avant la guerre, Horowitz s’exile et s’installe à Oxford puis à Londres, avec sa maison d’édition qui est radié de la chambre de la commerce en Autriche début 1939. Il meurt en 1955, laissant sa maison à ses héritiers.
Entre 1968 et 1991, la maison subit de nombreux changements de direction. En 1991, alors en grande difficulté financière, elle est rachetée par Richard Schlagman qui pousse la maison à explorer d’autres voies telles que la photographie, le design, la mode ou l’architecture. En février 2009, Schlagman rachète la revue française, les Cahiers du cinéma.
En octobre 2012, Phaidon est rachetée par Leon et Debra Black.

## Politique éditoriale
Phaidon traite de sujets très divers : art, photo, architecture, design, mode, cinéma, jeunesse (depuis 2005), voyage, cuisine (depuis 2005). En 2009, le catalogue compte environ 300 titres en français couvrant tout le champ des arts visuels.
- Livres d'art

En art, la maison développe tous les mouvements, et les couvertures respectent à peu près toutes le même type de présentation, avec le nom de l’éditeur en bas à gauche de la première de couverture.
La collection « 55 » est créée en 2001 ; en un petit ouvrage carré, on voit 55 œuvres/photographies d’un artiste, avec une légende détaillée, dont les couvertures sont construites sur le même modèle.
- Cuisine

Le catalogue est doté de 21 titres.
- Design

Phaidon a publié un coffret de trois volumes intitulé les Classiques Phaidon du design, en 2007.
- Voyages

La maison développe une collection en 2006, les « Wallpaper City Guides », qui ont tous le même type de couverture.
- Jeunesse

Depuis 2005, la maison développe une collection jeunesse ; en 2006-2007, la maison publie, en deux volumes, Le Musée de l’art pour les enfants, qui se présente comme des visites guidées expliquées aux enfants de façon ludique et interactive.